# 少年陰陽師
《少年陰陽師》是結城光流著、淺木櫻插畫，由角川書店出版的奇幻系列小說（輕小說）。

## 故事簡介
安倍昌浩——十三岁的半吊子阴阳师（原因是在其小时候被安培晴明封印了力量），到13岁才行元服之礼。在晴明的子孙中，是继承了最浓厚天狐之血并作为晴明唯一承认的继承者，其实力得到了众神的认可，但本人却茫然不知。个性好强，讨厌别人提起自己是“那个晴明的孙子！” 为了成为“最伟大的阴阳师”，昌浩及其同伴小怪（由晴明式神的十二神将腾蛇幻化而成的魔物）一同展开了修行……

## 用語
平安京
原本的都城長岡京於公元七八四年設在長岡京市（現在的京都府向日市）附近，但是因為陸續發生不祥的怪事，於是桓武天皇在公元七九四年遷都到平安京。
元服禮
這是日本男子的成年儀式，是根據中國古代的弱冠禮而來。舉行元服禮的時間大約在十一歲起至二十歲之間，不過愈早完成對未來愈有利，所以昌浩十三歲才進行算晚了。
陰陽寮
陰陽寮是日本古代掌管占卜、天文、時刻、曆法的機構，並且負責朝廷的祭祀典儀，可以說是古代的科學、天文研究中心。陰陽寮內設有陰陽師、陰陽博士、陰陽生等不同的職位，像昌浩就是還在見習的菜鳥陰陽生。總之一般人都把他們叫作陰陽師。
內覽
就是可以預先閱讀上奏給天皇的奏摺的官員。
對屋
日本古代貴族的房子有一二種主要結構：「寢殿」是房子中最主要的建築，「對屋」是供眷屬居住的部分，「渡殿」則是連接寢殿與對屋的走廊。
右大辨
管理兵部、刑部、大藏、宮內這四個部門的官職
藏人頭
專門負責管理皇室文書與文具的官職。
安倍家的結界
安倍家位於京都的鬼門的位置，且為了保護與京都龍脈相連的龍穴的責任，因此設有強力保護的結界。在昌浩三歲時遭到妖異(其實是風音的法術)的襲擊，因此晴明將結界擴大至安倍家全境。要進入結界必須有安倍家的人的同意，否則妖怪只要碰觸就會消滅。
十二神將的至理
十二神將是不能傷害人類，也不能殺害人類的。他們作為神的同時又隸屬於人類、被人類的角色束縛著，那是因為人類創造了十二神將，對於神將們來說人類就像他們的父母。如果他們殺害人類的話就等於殺害自己的父母，對於神將的內心也會造成無比的傷害。
十二神將的死亡
十二神將雖然身為神族，比人類強壯，但也並非不死的永生存在。一旦死亡，之前所有的記憶與形態將會消失，但是因為身為神族，十二神將就算死了也能馬上復活，帶著全新的靈魂重生，但外表、性情都會與之前的完全不同(如同人類的投胎轉世)。
軻遇突智的火焰
軻遇突智是日本神話中的火神。在其出生時就燒死了自己的母親伊邪那美（邪念耶），而生氣的父親伊邪那歧命將其以十拳劍斬成三段，其中之一就形成了高龗神，因此高龗神才會擁有弒神之炎。而在古書紀中，軻遇突智又稱火之迦具土神、火之夜芸速男神、火之炫毘古神；而在日本書紀中又名火產靈神，是相當有名的火神。
火焰之刃
朱雀的大刀和弒神之炎混合而成的劍，昌浩就是利用此劍殺死被黃泉屍鬼附身的紅蓮（騰蛇）。
天珠
天狐的生命，是死後天狐的心臟，擁有強大的力量，能夠化解天狐及其他異形（例如窮奇）的詛咒或是延續生命。
魑魅
在都城裡出現的烏鴉與狼型的幻妖，類似陰陽師的式，往沒有生命的東西注入法術，使其像生物一樣動起來。比如把普通的紙片做成鳥兒的形狀飛出去，或者把剪成人形的紙幻化成人等等。是被稱作魑魅的使役。魑魅沒有意識。它們只會聽從創造自己的主人的命令，只能使用主人注入的力量。
八咫鏡
三神器之一，天照大神所使用的鏡子，目前真品供奉在伊勢齋宮，而仿造品則放在皇宮裡的溫明殿聖地供奉。
夢殿
據說是在夢中的「另一個世界」存在著神明與亡者。玉依篇中在此替昌浩治療心之傷的岦齋稱此為「通往陰陽道的幽暗世界（かくりよ）。乃是夢中的另一個世界。是神與死者居住的地方」。

## 小說
|            |          | 角川書店       | 角川書店 | 皇冠文化       | 皇冠文化                       | 皇冠文化          |
| 卷數       | 篇名     | 發售日期       | 日文標題 | 發售日期       | 中文標題（括號內為另一譯名）   | ISBN              |
| ---------- | -------- | -------------- | -------- | -------------- | ------------------------------ | ----------------- |
| 第一卷     | 窮奇篇   | 2001年12月26日 |          | 2006年7月31日  | 異邦的妖影（探尋異邦的妖影）   | 978-957-33-2247-4 |
| 第二卷     | 窮奇篇   | 2002年4月27日  |          | 2006年12月11日 | 黑暗的咒縛（粉碎黑暗的呪縛）   | 978-957-33-2286-3 |
| 第三卷     | 窮奇篇   | 2002年7月31日  |          | 2007年4月23日  | 鏡子的牢籠（打破鏡之牢籠）     | 978-957-33-2314-3 |
| 第四卷     | 風音篇   | 2002年10月31日 |          | 2007年8月6日   | 災禍之鎖（解放災禍的鎖鏈）     | 978-957-33-2332-7 |
| 第五卷     | 風音篇   | 2003年1月30日  |          | 2007年11月5日  | 雪花之夢（沉眠於雪花中）       | 978-957-33-2364-8 |
| 第六卷     | 風音篇   | 2003年4月25日  |          | 2008年2月1日   | 黃泉之風（追逐黃泉的異風）     | 978-957-33-2379-2 |
| 第七卷     | 風音篇   | 2003年8月1日   |          | 2008年5月12日  | 火焰之刃（琢磨清澈的火焰之刃） | 978-957-33-2416-4 |
| 第八卷     | 短篇集   | 2003年9月30日  |          | 2008年7月8日   | 夢的鎮魂歌（平靜的鎮魂歌）     | 978-957-33-2439-3 |
| 第九卷     | 天狐篇   | 2004年1月30日  |          | 2008年9月1日   | 真紅之空（翱翔於緋紅的天空）   | 978-957-33-2452-2 |
| 第十卷     | 天狐篇   | 2004年5月29日  |          | 2008年11月3日  | 光之導引（指示光之方向）       | 978-957-33-2481-2 |
| 第十一卷   | 天狐篇   | 2004年9月30日  |          | 2009年1月5日   | 冥夜之帳（劃破黑夜的帳幕）     | 978-957-33-2503-1 |
| 第十二卷   | 天狐篇   | 2004年12月28日 |          | 2009年3月9日   | 羅剎之腕（掙脫羅刹之手）       | 978-957-33-2516-1 |
| 第十三卷   | 天狐篇   | 2005年6月30日  |          | 2009年5月12日  | 虛無之命（扭轉無常的命運）     | 978-957-33-2539-0 |
| 第十四卷   | 短篇集   | 2005年9月30日  |          | 2009年7月13日  | 竹姬綺緣（仿若嫩竹之輝夜姬）   | 978-957-33-2548-2 |
| 第十五卷   | 珂神篇   | 2006年1月1日   |          | 2009年9月15日  | 蒼古之魂（喚醒遠古的靈魂）     | 978-957-33-2568-0 |
| 第十六卷   | 珂神篇   | 2006年7月1日   |          | 2009年11月16日 | 玄妙之絆（緊握靈妙之牽絆）     | 978-957-33-2596-3 |
| 第十七卷   | 珂神篇   | 2006年10月1日  |          | 2009年12月28日 | 真相之聲（傾聽告知真實之聲）   | 978-957-33-2613-7 |
| 第十八卷   | 珂神篇   | 2007年2月1日   |          | 2010年3月1日   | 嘆息之雨（橫掃歎息之陰雨）     | 978-957-33-2632-8 |
| 第十九卷   | 外傳     | 2007年5月1日   |          | 2010年5月31日  | 歸天之翼（重返天空之翼）       | 978-957-33-2656-4 |
| 第二十卷   | 珂神篇   | 2007年7月1日   |          | 2010年7月5日   | 無盡之誓（銘記無法實現之誓言） | 978-957-33-2680-9 |
| 第二十一卷 | 短篇集   | 2007年10月1日  |          | 2010年9月13日  | 幽幽玄情（綿綿愁緒無處訴）     | 978-957-33-2703-5 |
| 第二十二卷 | 玉依篇   | 2008年2月1日   |          | 2010年11月8日  | 無懼之心（拋開一切恐懼）       | 978-957-33-2730-1 |
| 第二十三卷 | 玉依篇   | 2008年6月1日   |          | 2011年1月3日   | 憂愁之波（彷徨與憂愁的波瀾）   | 978-957-33-2752-3 |
| 第二十四卷 | 玉依篇   | 2008年8月1日   |          | 2011年3月7日   | 寂靜之瞬（沉眠於剎那的寂靜）   | 978-957-33-2763-9 |
| 第二十五卷 | 玉依篇   | 2008年10月1日  |          | 2011年7月11日  | 失迷之途（尋找迷途的彼端）     | 978-957-33-2819-3 |
| 第二十六卷 | 玉依篇   | 2009年2月1日   |          | 2011年11月7日  | 彼方之敵（眺望彼方之時）       | 978-957-33-2842-1 |
| 第二十七卷 | 颯峰篇   | 2009年6月1日   |          | 2012年3月5日   | 狂風之劍（吹下暴風之劍）       | 978-957-33-2882-7 |
| 第二十八卷 | 颯峰篇   | 2009年10月1日  |          | 2012年7月9日   | 真心之願（結起所有祈禱之線）   | 978-957-33-2914-5 |
| 第二十九卷 | 颯峰篇   | 2010年1月1日   |          | 2012年11月12日 | 消散之印（消去斑駁之印）       | 978-957-33-2943-5 |
| 第三十卷   | 颯峰篇   | 2010年4月1日   |          | 2013年1月14日  | 玄天之渦（衝擊千尺之渦）       | 978-957-33-2963-3 |
| 第三十一卷 | 短篇集   | 2010年7月1日   |          | 2013年5月6日   | 神威之舞（跳躍的笛之音）       | 978-957-33-2982-4 |
| 第三十二卷 | 竹籠眼篇 | 2010年9月1日   |          | 2013年7月15日  | 夕暮之花（傍晚散落之花）       | 978-957-33-3010-3 |
| 第三十三卷 | 竹籠眼篇 | 2011年2月1日   |          | 2013年9月9日   | 微光潛行（依稀可見之光）       | 978-957-33-3020-2 |
| 第三十四卷 | 竹籠眼篇 | 2011年6月1日   |          | 2013年11月18日 | 破暗之明（黑暗中的短暫光明）   | 978-957-33-3035-6 |
| 第三十五卷 | 竹籠眼篇 | 2011年10月1日  |          | 2013年12月30日 | 心願之證（心願成真的證明）     | 978-957-33-3046-2 |
| 第三十六卷 | 竹籠眼篇 | 2012年2月1日   |          | 2014年3月10日  | 朝雪之約（在降雪早晨的約定）   | 978-957-33-3063-9 |
| 第三十七卷 | 尸櫻篇   | 2012年7月1日   |          | 2014年7月14日  | 落櫻之禱（凋謝櫻花的希望）     | 978-957-33-3084-4 |
| 第三十八卷 | 尸櫻篇   | 2012年10月1日  |          | 2014年9月9日   | 蜷曲之滴（傾洩而出的滴珠）     | 978-957-33-3102-5 |
| 第三十九卷 | 尸櫻篇   | 2013年3月1日   |          | 2015年1月12日  | 妖花之塚（雨後被蔽的塵埃）     | 978-957-33-3129-2 |
| 第四十卷   | 尸櫻篇   | 2013年6月1日   |          | 2015年5月11日  | 顫慄之瞳（存於眼中的顫慄）     | 978-957-33-3148-3 |
| 第四十一卷 | 尸櫻篇   | 2013年10月1日  |          | 2015年7月20日  | 傷逝之櫻（遺落成片的悲傷日子） | 978-957-33-3163-6 |
| 第四十二卷 | 短篇集   | 2014年4月1日   |          | 2015年10月19日 | 浮生幻夢（稍縱即逝的夢境）     | 978-957-33-3190-2 |
| 第四十三卷 | 道敷篇   | 2014年7月1日   |          | 2016年1月11日  | 召喚之音（招來騷亂之聲飛舞）   | 978-957-33-3202-2 |
| 第四十四卷 | 道敷篇   | 2014年10月1日  |          | 2016年4月11日  | 凝聚之牆（凝聚於牆內的騷動）   | 978-957-33-3221-3 |
| 第四十五卷 | 道敷篇   | 2015年3月1日   |          | 2016年7月18日  | 虛假之門（再次關閉虛假）       | 978-957-33-3250-3 |
| 第四十六卷 | 道敷篇   | 2015年7月1日   |          | 2016年10月17日 | 朽木之陰                       | 978-957-33-3265-7 |
| 第四十七卷 | 道敷篇   | 2015年11月1日  |          | 2017年1月9日   | 替身之翅                       | 978-957-33-3279-4 |
| 第四十八卷 | 番外篇   | 2016年7月1日   |          | 2017年6月12日  | 真情之守                       | 978-957-33-3301-2 |
| 第四十九卷 | 短篇集   | 2016年8月1日   |          | 2017年10月16日 | 終命之日                       | 978-957-33-3339-5 |
| 第五十卷   | 現代篇   | 2017年11月1日  |          | 2018年11月12日 | 似遠還近                       | 978-957-33-3404-0 |
| 第五十一卷 | 厳霊篇   | 2016年11月1日  |          | 2021年3月8日   | 百鬼覺醒                       | 978-957-33-3671-6 |
| 第五十二卷 | 厳霊篇   | 2017年4月1日   |          | 2021年5月10日  | 悲鳴之泣                       | 978-957-33-3715-7 |
| 第五十三卷 | 厳霊篇   | 2017年10月1日  |          | 2021年7月12日  | 戀慕之濱                       | 978-957-33-3746-1 |
| 第五十四卷 | 厳霊篇   | 2018年10月1日  |          | 2021年8月30日  | 沉滯之殿                       | 978-957-33-3778-2 |
| 第五十五卷 | 厳霊篇   | 2019年10月1日  |          | 2021年11月8日  | 祈願之淚                       | 978-957-33-3812-3 |
| 第五十六卷 | 現代篇   | 2018年12月1日  |          |                |                                |                   |

### 外傳
|                                    | 角川書店      | 角川書店 | 皇冠文化      | 皇冠文化     | 皇冠文化               |
| 系列                               | 發售日期      | 日文標題 | 發售日期      | 中文標題     | ISBN                   |
| ---------------------------------- | ------------- | -------- | ------------- | ------------ | ---------------------- |
| 陰陽師・安倍晴明 大陰陽師 安倍晴明 | 2010年7月30日 |          | 2013年3月11日 | 我將顛覆天命 | ISBN 978-957-33-2973-2 |
| 陰陽師・安倍晴明 大陰陽師 安倍晴明 | 2013年2月27日 |          |               |              |                        |
| 陰陽師・安倍晴明 大陰陽師 安倍晴明 | 2015年2月27日 |          |               |              |                        |
| 陰陽師・安倍晴明 大陰陽師 安倍晴明 | 2016年2月25日 |          |               |              |                        |
| 陰陽師・安倍晴明 大陰陽師 安倍晴明 | 2022年7月14日 |          |               |              |                        |

## 電視動畫
從2006年10月5日起放映預定。製作公司是STUDIO DEEN，共26話。
台灣ANIMAX在播放時以台灣國語配音與日文原音分時段播放，但在中文配音版中，於某些昌浩快速念咒的場合使用日文原音而不做配音。
香港ANIMAX在播放時以粵日雙語雙聲道播放。

### 製作人員
- 原作 - 結城光流
- 監督 - 森邦宏
- 系列構成 - 浅川美也
- 人物原案 - あさぎ桜
- 人物設計 - 田頭忍
- 道具設計 - 小坂知
- 總作画監督 - 堀越久美子（8話、22話、25話、26話を除く）
- 美術監督 - 小山俊久
- 色彩設計 - 北爪英子
- 攝影監督 - 川口正幸
- 編輯 - 松村正宏
- 録音監督 - 本山哲
- 音樂 - 中川孝
- 製作人 - シバタミツテル、西川路健太、小川泰之、日向泰隆
- 動畫製作人 - 浦崎宣光
- 動畫製作 - STUDIO DEEN
- 製作 - 少年陰陽師製作委員会

### 主題曲
片頭曲
作詞 -  / 作曲、合唱 -  / 編曲 - Ｈ∧Ｌ / 歌 - 引田香織
片尾曲
作詞、作曲 - 廣田由佳 / 編曲 - 松浦晃久 / 歌 - 木氏沙織
最終話片尾曲
作詞 - U-ka / 作曲 - 榎本太己 / 編曲 - rhythmic bird / 歌 - 安倍昌浩（甲斐田幸）

### 各話列表
| 話數   | 日文標題 | 中文標題             | 脚本     | 分鏡                         | 演出            | 作画監督                     |
| 窮奇篇 | 窮奇篇   | 窮奇篇               | 窮奇篇   | 窮奇篇                       | 窮奇篇          | 窮奇篇                       |
| ------ | -------- | -------------------- | -------- | ---------------------------- | --------------- | ---------------------------- |
| 1      |          | 繼承晴明的少年       | 浅川美也 | 森邦宏                       | 山田弘和        | 番由紀子 江森真理子          |
| 2      |          | 逢魔之刻的宮廷大火   | 待田堂子 | 紅優                         | 岡嶋国敏        | 星野真澄                     |
| 3      |          | 聆聽畏懼黑暗的聲音   | 山口伸明 | 喜多谷充                     | 高田昌宏        | 浅井昭人                     |
| 4      |          | 尋找來自異邦的妖影   | 吉村清子 | 青木新一郎                   | 青木新一郎      | 服部憲知                     |
| 5      |          | 擊退兇猛的妖異       | 浅川美也 | 高本宣弘                     | 吉田俊司        | 浅井昭人 服部憲知 星野真澄   |
| 6      |          | 掌握夜空的預兆       | 浅川美也 | 笹木信作                     | 上田茂          | 番由紀子                     |
| 7      |          | 遠方少女許下的願望   | 浅川美也 | 鎌倉由実                     | 開祐二          | 原田峰文 能條理行 新井淳     |
| 8      |          | 阻止貴船山上的怨念   | 山口伸明 | 星川孝文 高田昌宏 五十嵐達矢 | 高田昌宏        | 徳田夢之介                   |
| 9      |          | 粉碎黑暗的咒縛       | 吉村清子 | 飛鳥京作                     | 岡嶋国敏        | 服部憲知                     |
| 10     |          | 回應願望的聲音       | 待田堂子 | 高本宣弘                     | 飯村正之        | 新井淳 原田峰文              |
| 11     |          | 胸懷誓約的印記       | 吉村清子 | 五十嵐達矢                   | 五十嵐達矢      | 南伸一郎                     |
| 12     |          | 突破水鏡的牢籠       | 山口伸明 | 下田正美 森邦宏              | 吉田俊司        | 青木真理子 浅井昭人          |
| 風音篇 |          |                      |          |                              |                 |                              |
| 13     |          | 隨風而來的禍歌       | 浅川美也 | 藤原良二                     | 高田昌宏        | 番由紀子                     |
| 14     |          | 盈月如缺             | 西園悟   | 山田弘和                     | 山田弘和        | 服部憲知                     |
| 15     |          | 解開災禍的鎖鏈       | 待田堂子 | 西村純二                     | 土屋浩幸        | 波風立流 高橋敦子 村上勉     |
| 16     |          | 在黑夜徘徊的古影     | 吉村清子 | 青木新一郎                   | 小倉宏文        | 南伸一郎                     |
| 17     |          | 沉眠於六花的懷抱     | 山口伸明 | 五十嵐達矢                   | 五十嵐達矢      | 浅井昭人                     |
| 18     |          | 這個理由無人知曉     | 浅川美也 | 高本宣弘                     | 吉田俊司        | 青木真理子                   |
| 19     |          | 北極星被陰影籠罩之時 | 西園悟   | 藤原良二                     | 高田昌宏        | 服部憲知                     |
| 20     |          | 追逐誘導黃泉之風     | 山口伸明 | 青木新一郎                   | 土屋浩幸        | 番由紀子                     |
| 21     |          | 罪惡火焰斷絕羈絆     | 吉村清子 | 五十嵐達矢                   | 五十嵐達矢      | 杉本光司                     |
| 22     |          | 一切都是為了巫女     | 待田堂子 | 笹木信作                     | 吉田俊司        | 徳田夢之介                   |
| 23     |          | 莊嚴的軻遇突智之焰   | 西園悟   | 西村純二                     | 山田弘和        | 高橋敦子                     |
| 24     |          | 黃昏之風、拂曉之瞳   | 吉村清子 | 藤原良二                     | 高田昌宏        | 山崎輝彦 杉本光司            |
| 25     |          | 神風飛揚於災禍之渦   | 山口伸明 | 青木新一郎 森邦宏            | 土屋浩幸 森邦宏 | 堀越久美子 高橋敦子 服部憲知 |
| 26     |          | 琢磨火焰之刃         | 浅川美也 | 五十嵐達矢                   | 五十嵐達矢      | 田頭忍                       |

### 播放電視台
日本
 日本深夜動畫：下文記載的日本国内播放時間使用日本標準時間（UTC+9）表示。因為部分時間标识會採用30小时制，因此請留意这类超过24:00的时间，其實際播放時間為翌日清晨。
| 播放地區   | 播放電視台 | 播放期間                      | 播放時間（UTC+9）                          | 聯播網         |
| ---------- | ---------- | ----------------------------- | ------------------------------------------ | -------------- |
| 近畿廣域圏 | 關西電視台 | 2006年10月3日 - 2007年3月27日 | 星期一 26:15 - 26:45 →星期二 26:30 - 27:00 | 富士電視台系列 |
| 千葉縣     | 千葉電視台 | 2006年10月4日 - 2007年3月26日 | 星期三 25:30 - 26:00                       | 独立UHF局      |
| 埼玉縣     | 埼玉電視台 | 2006年10月4日 - 2007年3月26日 | 星期三 26:00 - 26:30                       | 独立UHF局      |
| 神奈川縣   | tvk        | 2006年10月7日 - 2007年3月31日 | 星期六 25:00 - 25:30                       | 独立UHF局      |
| 中京廣域圏 | 東海電視台 | 2006年11月2日 - 2007年5月10日 | 星期四 27:27 - 27:57                       | 富士電視台系列 |
| 日本全域   | AT-X       | 2007年1月19日 - 7月13日       | 星期五 10:00 - 10:30                       | CS放送         |

海外播送
| 播放地區 | 播放電視台 | 播放期間                     | 播放時間              | 備註                                                     |
| -------- | ---------- | ---------------------------- | --------------------- | -------------------------------------------------------- |
| 台灣     | Animax     | 2007年8月11日 - 2008年2月2日 | 星期六22:30-23:00     | 風音篇後片尾曲部分刪減                                   |
| 台灣     | 八大綜合台 | 2010年9月3日 - 9月22日       | 星期一至五21:00-22:00 | 9月3日播出時間為21:30-22:00 9月22日播出時間為21:00-21:30 |

## CD
- 廣播劇CD
  - 少年陰陽師 窮奇篇 廣播劇CD 全3卷（原作1～3卷）
  - 少年陰陽師 風音篇 廣播劇CD 全4卷（原作4～7卷）
  - 少年陰陽師 天狐篇 廣播劇CD 第1～3卷（原作9～11卷）
  - 少年陰陽師 番外篇 廣播劇CD 第1卷（原作8卷）
- 音樂CD
  - 少年陰陽師 原聲音樂＆廣播劇CD 第1卷
  - 少年陰陽師 角色歌曲 春
  - 少年陰陽師 角色歌曲 夏
  - 少年陰陽師 角色歌曲 秋
  - 少年陰陽師 角色歌曲 冬
  - 少年陰陽師 角色歌曲 花鳥風月～殘月～
  - 少年陰陽師 角色歌曲 花鳥風月～白夜～

## 外部連結
- （日語）動畫官方網站 （页面存档备份，存于）
- （日語）結城光流官方網站『狹霧殿』 （页面存档备份，存于）
- （日語）廣播節目網站
- （繁體中文）皇冠中文版小說官方網站 （页面存档备份，存于）
- （繁體中文）木棉花動畫官方網站 （页面存档备份，存于）